# تدمير البيئة

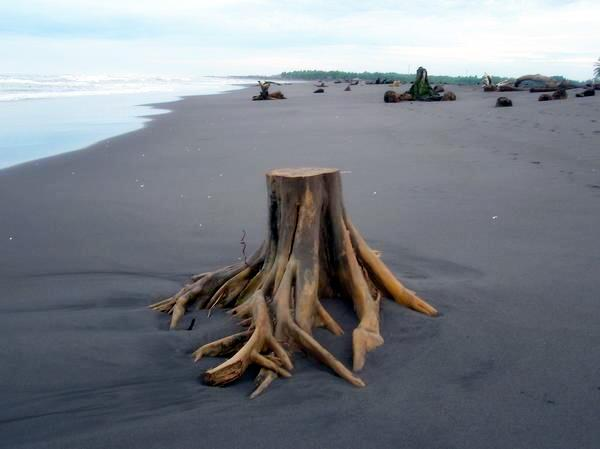
كان هذا المَوطن المُقفر يومًا أرضاً شجرية في غواتيمالا قبل تدمير السكان له.

تدمير البيئات أو المَواطن أو المساكن الطبيعية هو عملية تخريب البيئة الطبيعية بحيث تصبح غير قادرة على احتواء المخلوقات الحية التي كانت تقطنها في السابق. ومن خلال هذه العملية تنزح أو تموت جميع المخلوقات التي كانت تعيش في الموطن الطبيعيّ بالأصل، مما يُقلل من التنوع الحيوي للمنطقة. غالباً ما يَكون الغرض من التدمير البشري للمواطن الطبيعية هو الحصول على الموارد الطبيعية لإنتاج الصناعات أو توفير المناطق للتمدن، وإخلاء المناطق من العوائق الطبيعية للزراعة هو أيضاً مُسبب أساسي لتدمير المواطن الطبيعية. ومن ضمن المُسببات الأخرى لهذه الظاهرة التنقيب وقطع الأشجار وبقايا الشباك وتوسع المدن. ويُعتبر تدمير المواطن الطبيعية اليوم المُسبب الرئيسيّ والأهم لانقراض الأنواع الحية حول العالم. لكن تدمير المواطن هو أيضاً تغير بيئيّ طبيعي يُمكن أن يُسببه تشظي الموطن أو ظاهرة جيولوجية أو تغير مناخي، أو في حال تدخل البشر يُمكن أن يُسببه استقدام نوع مجتاح إلى البيئة أو استنزاف أغذية النظام البيئيّ أو نشاط بشريّ آخر.
تدمير المَواطن الطبيعيَّة هوَ من أكبر الكوارث التي تواجه بيئة الأرض حالياً، إذ أن هذه الظاهرة تسبَّبت خلال القرن الآخر بتدمير ما يَزيد عن 50% من غابات العالم، وأكثر من 20% من شعابها المرجانيَّة، وتشير القياسات الدقيقة التي أجريت في غرب القارة القطبية الجنوبية أنها فقدت نحو 230 مليار طن من الجليد سنوياً بين عامي 2009 و 2012، كما ورد في تقارير “NBC”.كما يُمثل تدمير الموطن أكبر تهديد للأنواع الحيَّة على الكوكب، حيث يُعتقد أنه السبب الرئيسي وراءَ انقراض ما يُقدر بأكثر من 500 نوع من الكائنات الحية كل يوم، ولو أن مُعظم هذه المخلوقات تنقرض قبل أن تُكتشف من الأساس.

## تدمير البيئات

### الغابات

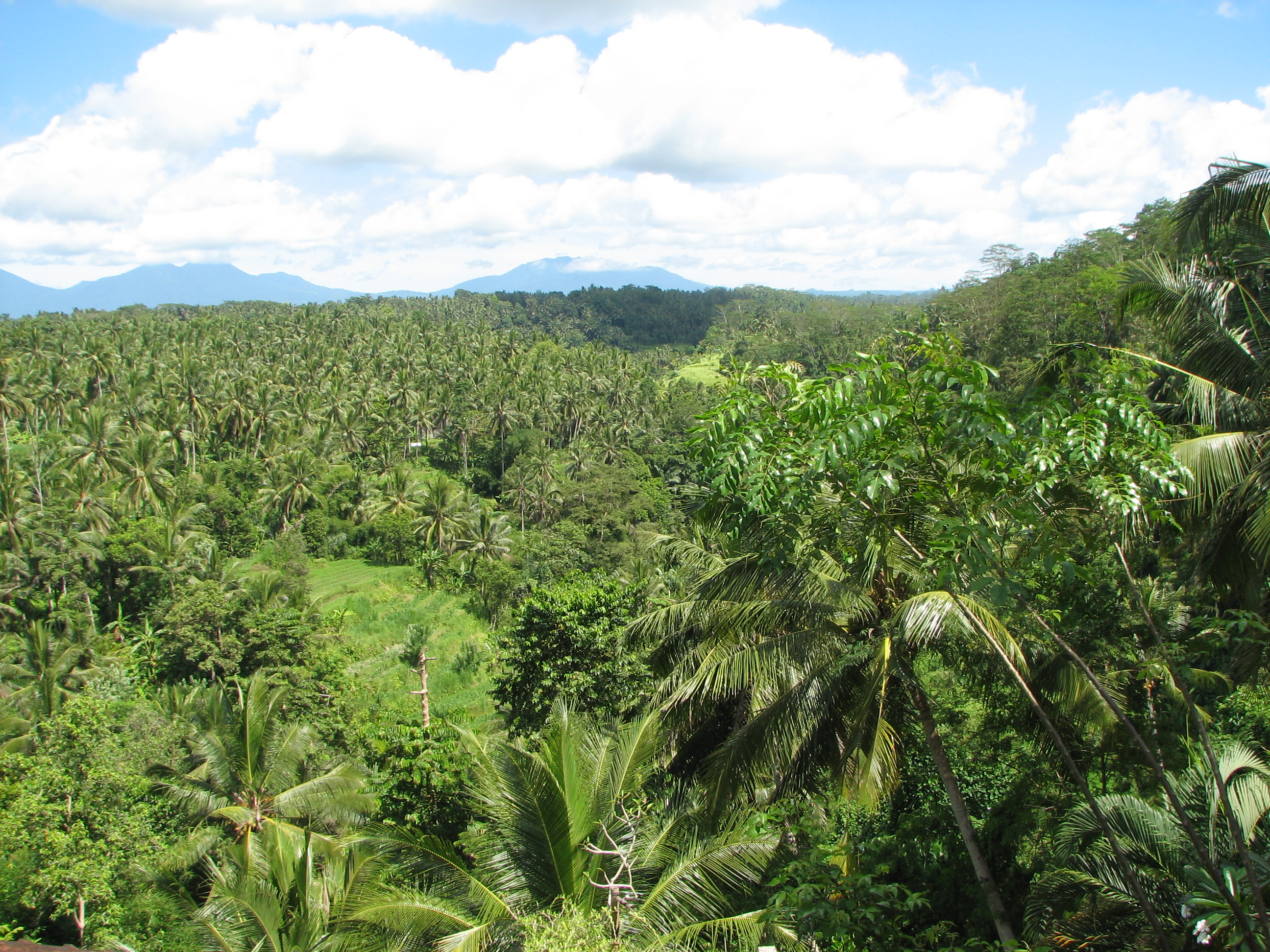
كانت هذه الغابات المطيرة الشاسعة تغطي مُعظم أراضي دولة إندونيسيا في الماضي.

الغابات هامة جداً بالنسبة للبيئة، لأنها تحوي أغلبية الأنواع الحية على الأرض وتملك أعلى تنوع حيوي على الكوكب من بين كافة البيئات الطبيعية الأخرى، كما أنها مُفيدة لتحويلها غاز ثاني أكسيد الكربون الضارّ إلى الأكسجين، فضلاً عن احتوائها على مُختلف أصناف الغذاء الهامة للطبيعة. كانت تغطي الغابات في الأصل 30% من مساحة اليابسة على سطح كوكب الأرض، وكان يَقطنها من 40% إلى 70% من كافة المخلوقات الحية على الأرض حسب أفضل التقديرات العلميّة.
لكن هذه الغابات الجوهريّة لوُجود الحياة على الكوكب تُقطع حالياً بسرعة كبيرة لأغراض مُختلفة، منها تفريغ مساحات لإتاحة توسع المُدن أو زرع العُشب لتقتات عليه الماشية، أما الأشجار المَقطوعة فهي تُباع لكي تصنع منها أوراق للكتابة والطباعة أو أثاث منزليّ متنوع. وفي الوقت الحاضر وَصَلت مُعدلات قطع الأشجار إلى أرقام عالية جداً مع التضخم السكاني حول العالم، فالأشجار تقطع الآن بمُعدل هكتار في كل ثانية، مما يَعني أن غابة مساحتها تعادل مساحة مدينة طوكيو اليابانية تقطع كل يوم (250 كم2 تقريباً)، وهذا يُساوي مساحة 320,000 كم2 في العام، وهي مساحة تتجاوز مساحة دولة بولندا الأوروبية.
حتى الآن، تضرَّرت 70% من غابات قارة أوروبا الصنوبرية نتيجة للقطع والتدمير المُستمرَّين، وفي بعض الدول مثل ساحل العاج في أفريقيا وتايلاند في آسيا وصلت الغابات المَقطوعة إلى نسبة 80%. وفي دولة إندونيسيا الواقعة جنوب شرق آسيا تقطع الأشجار والغابات بمُعدل 200,000 هكتار في العام، مما بدأ يَقضي على التربة هناك ويُفقدها خصوبتها، وقد كانت تصنف جزيرة سومطرة الإندونيسية في الماضي على أنها واحدة من أغنى وأثمن مناطق العالم بالغابات المدارية الطبيعية، أما الآن فيُقدر أن سومطرة فقدت من 60% إلى 80% من غاباتها الأصلية خلال آخر 100 عام، وما زال القطع مُستمراً. كما كانت الغابات المَطيرة تُغطي ثلاثة أرباع أراضي جزيرة إندونيسيا الضخمة الأخرى بورنيو، لكن بسبب قطع الأشجار لأغراض مُختلفة فقد تضاءلت غاباتها بُسرعة، حيث سُجل بين عامي 2000 و2005 أن 4% تقريباً من غابات الجزيرة قد قطعت خلال هذه الأعوام الخمسة فقط، ويُقدر أن نسبة الغابات فيها تناقصت من 75% تقريباً إلى 50% فقط بين عامي 1985 و2005، ويُتنبأ بأن تصل نسبة غاباتها إلى أقل من 35% من مساحة الجزيرة الكلية بحلول عام 2020 إذا ما استمر القطع على هذا المُعدل.

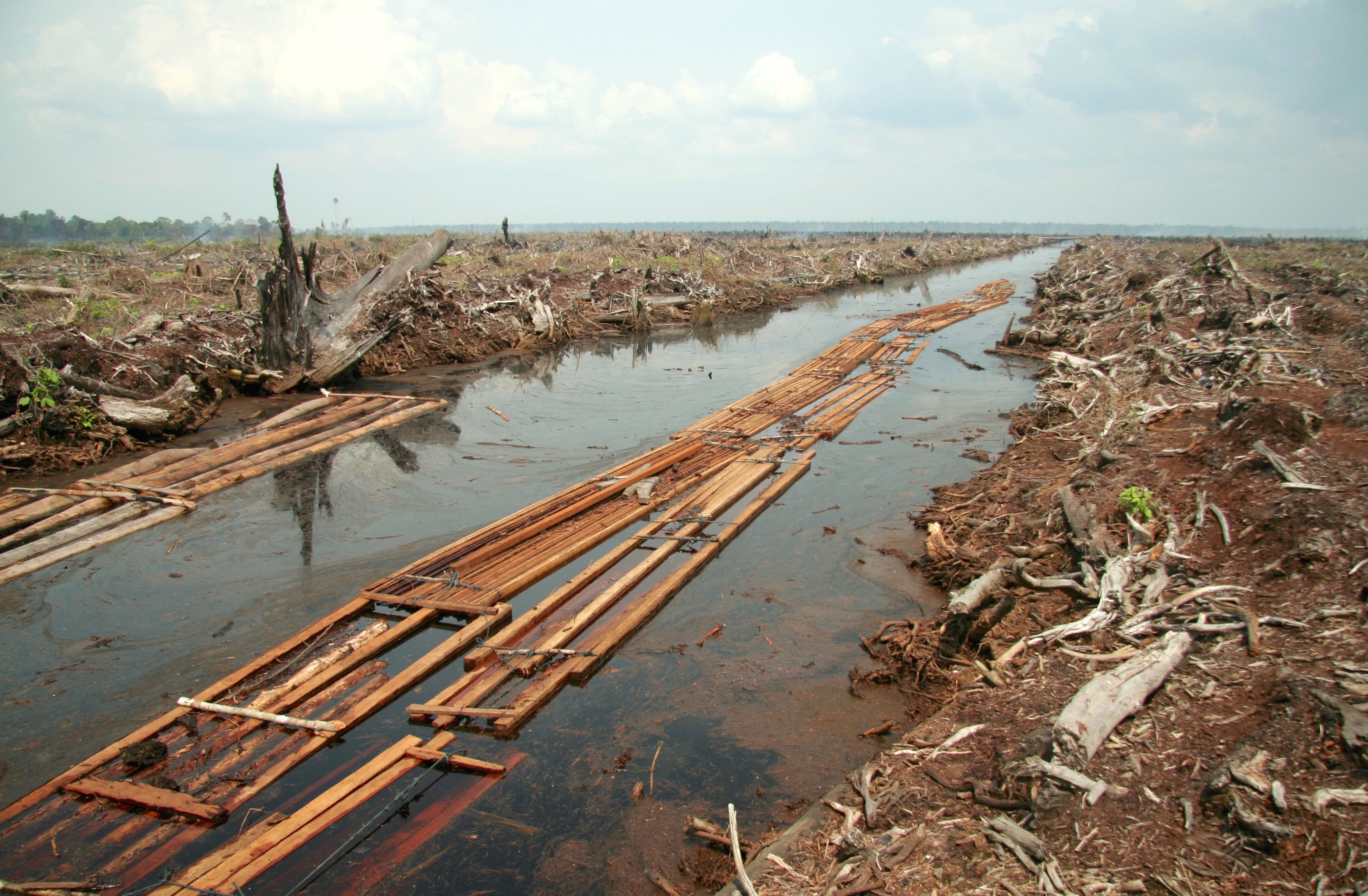
حطام الأغصان الجافة الأخيرة المُتبقية من غابة مَطيرة ضخمة سابقة في إقليم رياو الإندونيسي.

أما في قارة أمريكا الشمالية فقد بقيَ الآن ما يَقل عن شجرة واحدة من بين كل 20 شجرة كانت موجودة بالأصل في أنحاء القارة. وفوق هذا، فحوالي 25% - أي رُبع هذه الأشجار التي تقطع في أمريكا الشمالية - تُبقى على الأرض في مكانها حتى تتعفن وتصبح غير قابلة للاستخدام دون الانتفاع بها في شيء أو نقلها للاستفادة منها. وفي أوروبا اختفت أكثر من نصف غابات بريطانيا خلال آخر نصف قرن فقط، فضلاً عن أن العديد من غابات القارة فقدت جزءاً كبيراً من تنوعها الحيوي. أما بالمُجمل، فيُعتقد أن 50% من غابات العالم جمعاء دمرت أثناء الفترة المُمتدة بين عامي 1950 و2000 فقط، ويُتوقع مع هذا المُعدل الهائل أن معظم الغابات المطيرة حول العالم ستكون قد دُمرت وخربت بحلول عام 2050م. ولقطع الأشجار وتدمير الغابات هذين تهديدات بالنسبة للمُجتمعات البشرية أيضاً، مما يُمكن أن يُسبب أضراراً جسيمة. فاختفاء الأشجار يُخل بالتوازن الطبيعيّ في البيئات المحلية، ومن ذلك جرف السيول التي تضرب الغابات عديمة الأشجار للتربة السطحية الخصبة التي تحتوي المواد العضوية، مما يَجعل الزراعة مُتعذرة في أرض الغابة الخصبة السابقة، كما أنه يُمكن لهذا أن يَتسبب بانزلاقات أرضية في حال كانت الأرض مُنحدرة أو أن يُسبب فيضانات ضخمة مثل فيضانات بنغلادش عام 1988.
يُشكل اختفاء الغابات المُستمر من حول العالم تهديداً أيضاً للمناخ العالميّ، وذلك لعدة عوامل. إذ أن للغابات المَطيرة دوراً جوهرياً في تكوين السحب، فعند هطول الأمطار على غابة مَطيرة تتكون سحب جديدة، أما عندما تقطع أعداد ومساحات ضخمة من الأشجار فالسحب لا تتكون والأمطار لا تهطل وتصبح الأراضي أجف أكثر وأكثر. أما المُشكلة المناخية الأكبر لهذه الغابات فهي تأثيرها على الاحتباس الحراري. فقطع الأشجار والغابات يُخل بدورة الكربون الطبيعية، حيث أن الأشجار تختزن بشكل طبيعيّ داخلها كميات من عنصر الكربون تمتصها من الجو، وعندما تحرق الشجرة أو تتحلل بعد قطعها تتحرر هذه الكميات منها وتنبعث إلى الجوّ المُحيط بها على شكل غاز ثاني أكسيد الكربون، وهذا فضلاً عن أن الطبقات السفلية من الغابات تختزن داخلها كميات من الكربون تتحرر عند زوال الغابات مما يُطلق ملايين الأطنان من الكربون إلى الجو، ولذا فإن قطع أشجار أكثر مما يُزرع من شأنه أن يَزيد من نسبة الكربون في الجو ويَزيد من تفاقم ظاهرة الاحتباس الحراري.

### الجزر

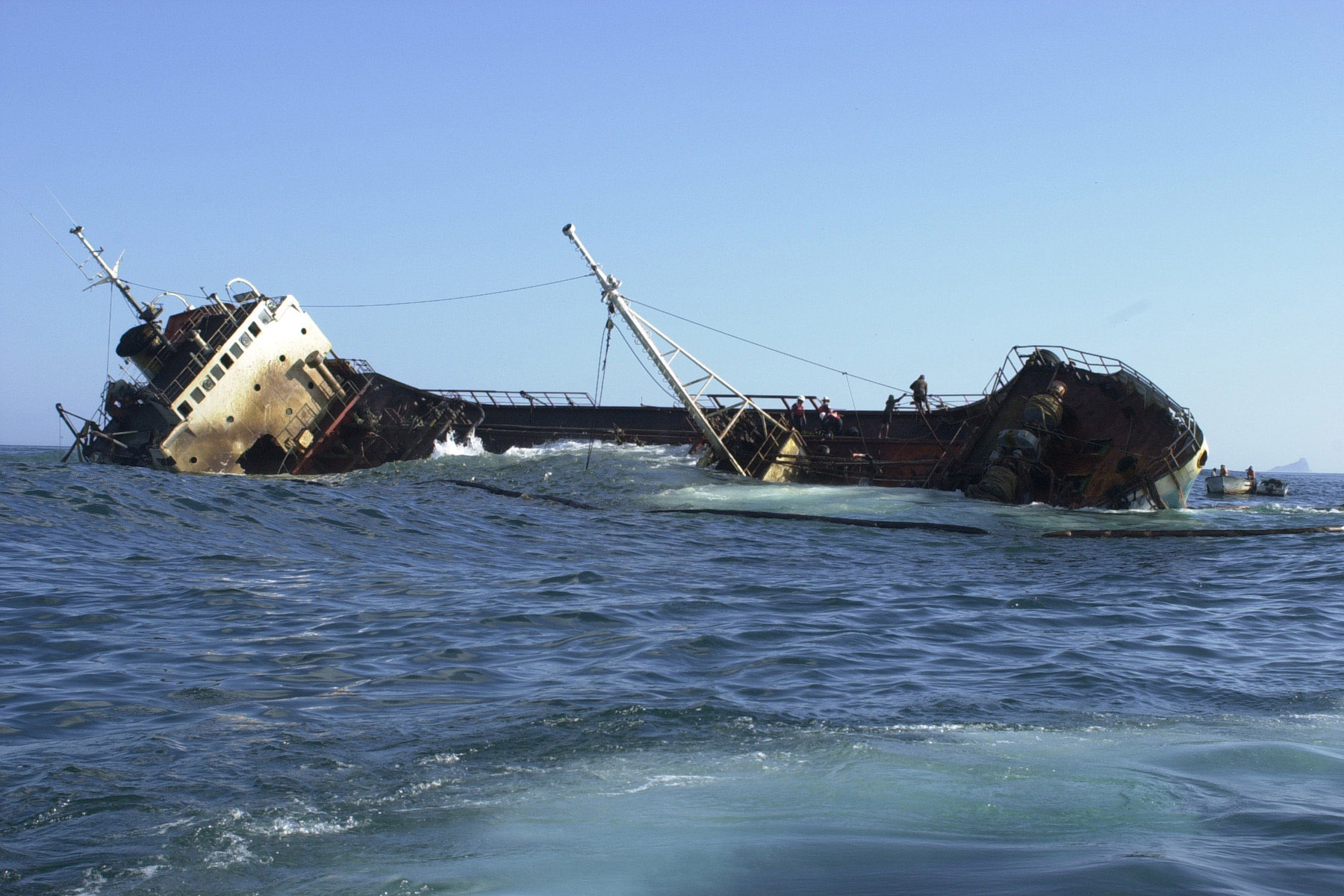
غرق ناقلة نفط جيسيكا في أرخبيل الغالاباغوس عام 2001، والذي سبّبب انصباب حوالي 200,000 غالون من النفط في مياه الأرخبيل لوثه بشكل كبير وهدَّدَ أشكال حياته الفريدة.

الجزر حول العالم هي بيئات مَعزولة، لذا فقد نمت فيها العديد من أشكال الحياة المُتميزة التي لا توجد في أماكن أخرى في العالم. لكن استعمار الإنسان الحديث لهذه الجزر أصبح يُهدد وُجود حيواناتها الفريدة بعدة أشكال، ففتح الجزر للأغراض السياحية أو تحويلها إلى قواعد عسكرية يُمكنه أن يُدمر بيئاتها الطبيعية بشكل كبير أو يُلوثها ويَقضي بذلك على أشكال الحياة فيها. وفضلاً عن هذا فلم تسلم الجزر النائية من أعمال الزراعة وقطع الأشجار وتدمير البيئات الطبيعية، فقد خسرت بعض الجزر مثل جزيرة إيستر كامل غاباتها التي قطعها السكان ليَجدوا أماكن للزراعة، ومع الوقت جرفت الرياح التربة الخصبة التي كانت تحت أراضي الغابات وأصبحت أرض الجزيرة مُقفرة وغير صالحة للزراعة. كما أن التجارب النووية كان لها هي الأخرى دور هائل في تدمير الحياة على الجزر، خاصة مع القوة التدميرية الهائلة لهذه الأسلحة التي يُمكنها إبادة كافة أشكال الحياة ضمن نطاق معين، وقد دمرت هذه التجارب سابقًا العديد من الجزر وبيئاتها الطبيعية بلغ عددها أكثر من 6 جزر.
أما في جزر الغالاباغوس فقد شهدت المنطقة دمارًا كبيرًا في البيئة الطبيعية بسبب التلوث الضخم الذي يُسببه توافد السياح المُستمر إلى الجزر، خاصة مع تزايد أعدادهم الكبير عاماً بعد عام (والذي شهد تزايدًا بمقدار أكثر من 15 ضعفًا خلال العقد الأخير)، فبما أن هذه الجزر لا تملك أنظمة صرف صحي مناسبة لنقل النفايات والمخلفات، فهي تقوم بإلقاء كل نفاياتها مباشرة في عرض البحر، وكان لهذا أثره البالغ على البيئة المُحيطة بالجزيرة. واليوم تعاني الشعاب المرجانية المتنوعة المُحيطة بهذه الجزر من الكثير من الملوثات التي أصبحت تهدد وُجودها.

### الشعاب المرجانية
إن الشعاب المرجانية هي وَاحدة من أغنى البيئات الطبيعية بالتنوع الحيوي في العالم، فهي تحوي عشرات الآلاف من أنواع الحيوانات البحرية المُختلفة. تغطي الشعاب المرجانية حول العالم مساحة 617,000 كم2 من المُحيطات، وتُؤوي 10,000 نوع من الأسماك وَحدها (أي ما يُعادل ثلث إجماليّ أنواع الأسماك)، وفضلاً عن هذا فيُقدر أن إجماليَّ العدد الذي تحويه من المخلوقات البحرية يَبلغ حوالي 500,000 نوع، مع أن 10% فقط من كافة هذه الأنواع دُرست وسُجلت حتى الآن.
تواجه الشعاب المرجانية اليوم خطراً كبيراً لعدة أسباب بما في ذلك تبييض المرجان والاحتباس الحراري، الذين أصبحا يُهددان جدياً وُجود المرجان حول العالم. فيُعتقد مع المُعدل الحالي أن يَختفي نصف مرجان العالم خلال السنوات الـ40 القادمة فقط، إلا في حال اتخذت إجراءات صارمة لإنقاذه من تغير المناخ. ومنذ الآن، يُقدر أن حوالي 20% من مرجان العالم أجمع قد دُمر بالفعل (أو بدقة أكبر ما يَتراوح من 10% إلى 27%). وحسب بعض التقديرات فقد كان يُعتقد أن النسبة سترتفع إلى 40% بحلول عام 2010. وخلال العقد الأول فقط من القرن الواحد والعشرين خسرت ولاية فلوريدا الأمريكية 38% من مرجانها، بينما بيَّنت دراسات واسعة شملت المحيط الهندي وجنوبي المحيط الهادئ أن 30% من مرجان هذه المنطقة قد تضرَّرَ وأن العديد من المُستعمرات المرجانية التي يَبلغ عُمرها أكثر من 1,000 عام قد هلكت.

رسم بياني يُظهر مدى تأثر البيئات المُختلفة على الأرض بالاحتباس الحراري، ويُبين كيف أن الشعاب المرجانية ستكون من أكثر المُتضررين حيث تندرج تحت النوع "I".

بينت دراسة أخرى قامت بمسح واسع لـ704 أنواع من المرجان أن 33% منها تواجه خطر الانقراض، وأن أعداد المرجان حول العالم آخذة بالتناقص بسرعة وربما تواجه الكثير منها خطر الانقراض الحقيقي خلال 30 عاماً فقط. وقد بينت الدراسة أيضاً أن أعداد المرجان انخفضت خلال العقود الأخيرة القليلة من مليار إلى 300 مليون تقريباً فقط، مما يُوضح الخطر التي أصبحت تواجهه هذه المخلوقات الأساسية للأنظمة البيئية البحرية.
توجد عدة تهديدات تتسبب بهذا الاختفاء المُطرد للمرجان. منها صيد السمك المُستمر، مثل الصيد بالمواد السامة الذي يُشكل خطراً بالنسبة للمرجان بحيث يَجعله أكثر حساسية لظاهرة التبييض. ويُمكن أيضاً لصيد السمك أن يُسبب انحداراً في أعداد الأسماك الهامة لبقاء المرجان ولاستمرارية وتوازن نظامه البيئي. ومن أسوأ طرق الصيد بالنسبة للمرجان استخدام الديناميت - كما يَحدث في الفلبين - الذي يَنسف المرجان تماماً. كما أن مُخلفات السيَّاح وتلويث المَصانع يُسببان ضرراً كبيراً لهذه الشعاب، فضلاً عن الاحتباس الحراريّ الذي يُمثل أسوأ عدو للمرجان على الإطلاق. ومع أنه توجد مُسببات طبيعية أيضاً لتدمير المرجان مثل العواصف وأمواج التسونامي، إلا أنها لا يُمكن أن تقارن بالخسائر التي تسببها الأنشطة البشرية.

### القطبان

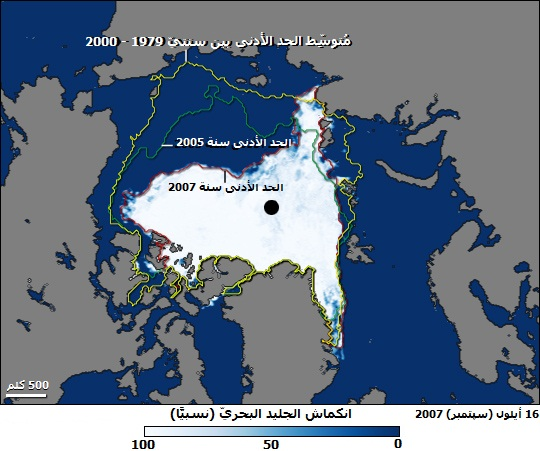
صورة فضائية من ناسا تُظهر تراجع جليد القطب الشمالي المستمر بين أعوام 1979 و2005 و2007.

يُعاني الجليد على كوكب الأرض في الوقت الحالي من الذوبان بسبب ظاهرة الاحتباس الحراري، مما قد يُهدد وُجود عدد ضخم من أنواع المخلوقات الحية المُختلفة على الكوكب. تبدو آثار الاحتباس الحراريّ واضحة جداً في مناطق القطبين، وقد بدأت بالفعل العديد من الكتل الجليدية بالانفصال والذوبان في المناطق الجليدية حول قطبي الأرض فضلاً عن تراجع سُمك طبقتهما الجليدية بشكل كبير خلال السنوات الأخيرة، مما يُثير قلق العديد من العلماء. وقد كان التأثير على القطب الشماليّ سيئاً جداً لدرجة أن بعض العلماء تنبؤوا باختفاء جليد القطب الشمالي بالكامل في صيف عام 2008، مما من شأنه أن يَجعل الإبحار إليه مُمكناً بقارب عادي. فقد شهدت السنوات الأولى في القرن الحادي والعشرين إبكاراً بيناً غير معتاد في موعد بدء ذوبان جليد القطب الشمالي، أظهر بشكل واضح تأثير التغير المناخي للأرض على القطبين المتجمدين، والذين يَعتقد العلماء أنهما سيُظهران أكبر تأثر بالاحتباس الحراري من بين كافة المناطق على الأرض.
أظهرت تحاليل ناسا باستخدام الأقمار الصناعية لجليد قطب الأرض الشماليّ منذ أواخر السبعينيات تغيّرات مثيرة للاهتمام في تشكيل الطبقة الجليدية وحجمها. فقد أظهرت تحاليل نشرت عام 2010 ظاهرة غير مُعتادة، وهي ذوبان الجليد «مُتعدد المواسم» في القطب الشماليّ. فهذا الجليد يَبقى مَوجوداً عادة لعدة سنوات في القطبين دون أن يُذيبه ارتفاع الحرارة الذي يَحدث في الصيف، فهو يَحتاج لعدة سنوات حتى يَختفي، وليس فصل صيف واحد فقط. لكن ما أظهرته الدراسات التي أقيمت بين القرن العشرين والحادي والعشرين هو أن هذا الجليد بدأ يَذوب منذ وقت مُبكر، ومع أن بعض العلماء ادعوا أن سبب هذا هو جرف الرياح للجليد خارج المنطقة القطبية فقد أثبتت معلومات الأقمار الصناعية أن هذه الرياح لم تؤثر عليه، واستطاعت دراسة أقيمت بين عامي 1993 و2009 أن تثبت أن الذوبان قد تسبّب باختفاء 1,400 كيلومتر مكعب من الجليد مُتعدد المواسم في القطب الشماليّ وحده خلال هذه الفترة، وأن مقدار الذوبان يَزداد عاماً بعد عام. وقد أثبتت هذه الدراسات بوضوح أن امتداد القطبين بدأ يَتراجع بسرعة، وبمُعدل للجليد مُتعدد المواسم بلغ 10% كل عقد منذ بدأ قياساته عام 1979.

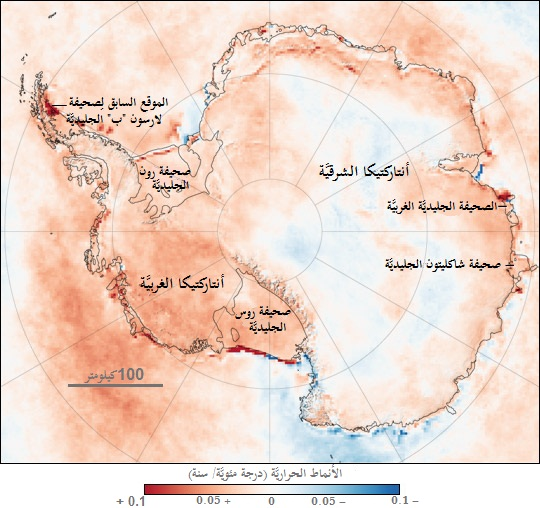
رسم ببياني يُظهر ارتفاع الحرارة في قارة أنتركتيكا بين عامي 1979 و2007، والذي وَصلَ في بعض المناطق إلى درجتين مئويتين.

وبحلول نهاية صيف عام 2007 كان حجم جليد المحيط المتجمد الشمالي قد تضاءل إلى نصف ما كان عليه قبل أربعة أعوام من ذلك فقط (حسب معلومات سواتل وكالة ناسا). وتشير تقديرات إلى أن جليد القطب الشماليّ مع هذا المُعدل سيَكون مُختفياً خلال فصل الصيف بحلول عام 2040، مع أن بعض القياسات تقدر أنه سيَكون خالياً تقريباً من الجليد في الصيف بحلول عام 2012 فقط. ولم تسلم أرض غرينلاند أيضاً من تأثير الاحتباس الحراريّ، فقد خسرت هذه الأخرى قرابة 19 مليار طن من الجليد في صيف 2007 أكثر مما كانت تخسره في السابق. ويُمكن لذوبان هذه الجزيرة الضخمة أن يُسبب تأثيرات سيئة على السواحل الشرقية للولايات المتحدة، فإذا تابعت ذوبانها بهذا المُعدل فيُمكن أن يَرتفع منسوب المياه على هذه السواحل بمقدار يَتراوح من 30 إلى 50 سنتيمتر، وستكون في طريق هذه المد المُرتفع مباشرة العديد من المُدن الضخمة والرئيسية.
أما في قارة أنتركتيكا فهي تواجه الآن ارتفاعاً ي الحرارة قد يُهدد وُجود طبقتها الجليدية، وهي تواجه حالياً أعلى مُعدلات ذوبان واختفاء جليد في التاريخ كله. كما أن أحجام المثالج آخذة بالتضاؤل حول القارة، فسُمكها بدأ يتناقص بسُرعة، وطول بعضها أخذ يَنخفض بشكل كبير أيضاً. وحالياً يَرتفع منسوب المياه وسطح البحر بمُعدل 0.3 مليمتر في العام بسبب هذا الذوبان.
يُمكن أن يَكون لذوبان القطبين بدوره تأثيرات مأساوية على أشكال الحياة والمواطن الطبيعية حول الأرض، بما في ذلك البشر أنفسهم. فيُتوقع أن يَرتفع مستوى البحر بحلول نهاية القرن الحادي والعشرين ما يَتراوح من 20 إلى 60 سنتيمتراً تقريباً، وإذا ما تزايد مُعدل ذوبان القطبين فيُمكن أن يَزداد بمقدار 10 إلى 20 سنتيمتراً إضافياً. وسيَتسبب هذا بزيادة حدوث الفيضانات في بلدان بينما سيَزداد الجفاف والقحط أكثر في أخرى، وسيَتسبب بانتشار كوارث أخرى مثل بعض الأمراض من قبيل الملاريا، كما أنه سيُغرق العديد من مُدن العالم الضخمة، بما في ذلك بانكوك ونيويورك وهوسطن وشانغهاي ونيو أورليانز والبندقية ومدينة المكسيك. سيُسبب ذوبان القطبين أيضاً نضوب مصدر للمياه العذبة يَعتمد عليه آلاف الأشخاص في البيرو وبلدان أخرى، وهو الجليد المُتجمد الذي يُذيبونه للحصول على الماء. سيَنتج عن هذه الظاهرة تغير كبير في مُختلف الأنظمة البيئية على الكوكب، حيث أن بعض الأنواع ستضطر للنزوح شمالاً هرباً من الحرّ بينما ستنقرض أخرى لأنها لم تستطع أن تهاجر أو لأن بيئات الكوكب لم تعد مناسبة لها وغذاؤها قد نضب.

## مناطق مُهددة

### الأمازون

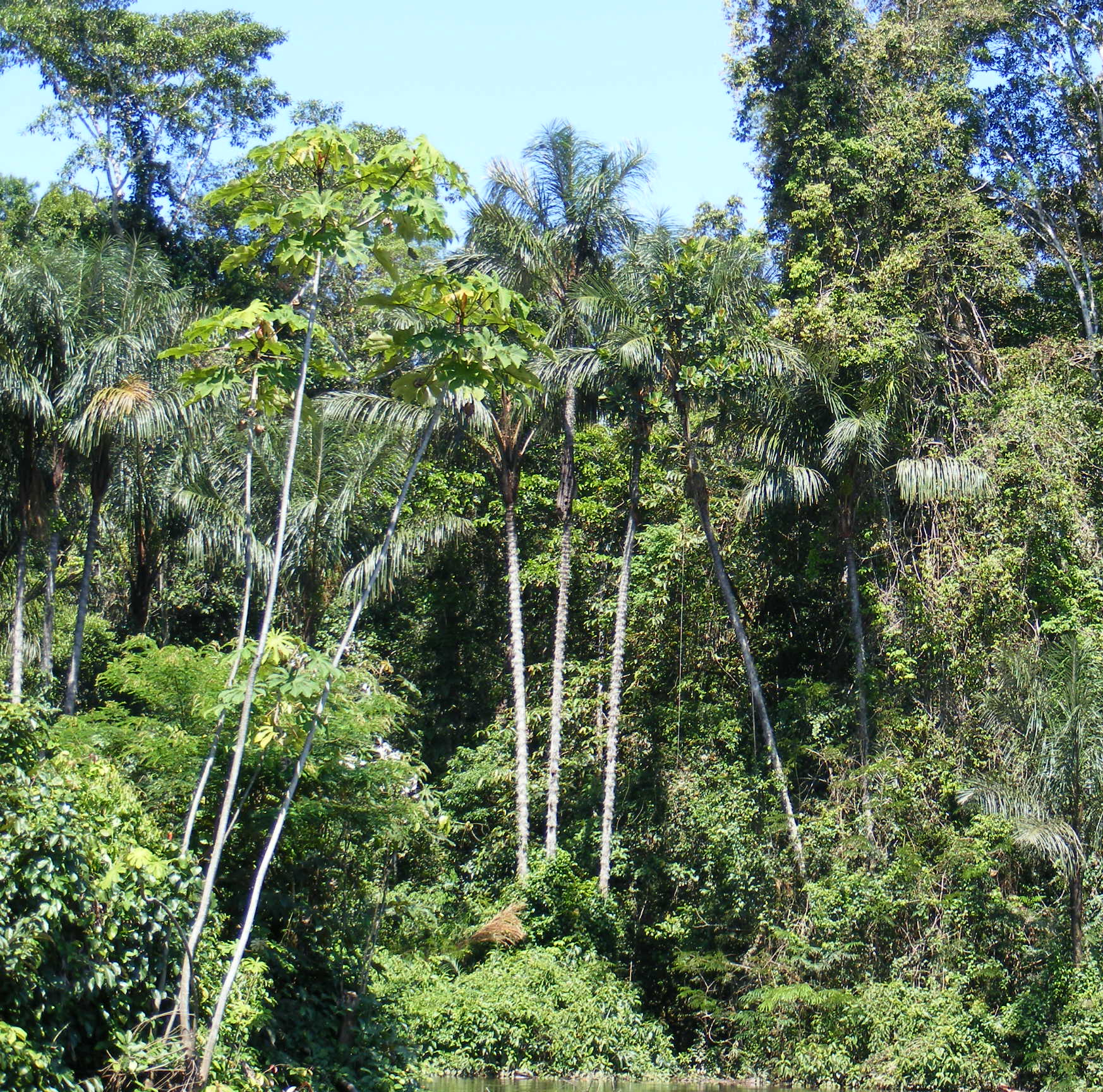
صورة تظهر غنى غابات الأمازون الهائل بالأشجار.

غابات الأمازون هي أضخم غابة استوائية في العالم ونهرها هو أضخم نظام أنهار في العالم وهي مَصدر خُمس الماء العذب على الكوكب. تملك هذه الغابة تنوعاً حيوياً مُدهشاً، لدرجة أنها تضمّ نوعاً واحداً من بين كل 10 أنواع من الحيوانات في العالم كله. فيُمكن لهكتار واحد من الأمازون أن يَحوي ما يَتراوح من 200 إلى 500 نوع من النباتات، ويُمكن لشجرة واحدة أن تضم 40 نوعاً من النمل، وهي موطن لرُبع أنواع الثدييات في العالم وعُشر أنواع الأسماك وخُمس أنواع الطيور وحوالي 2.5 مليون نوع من الحشرات.

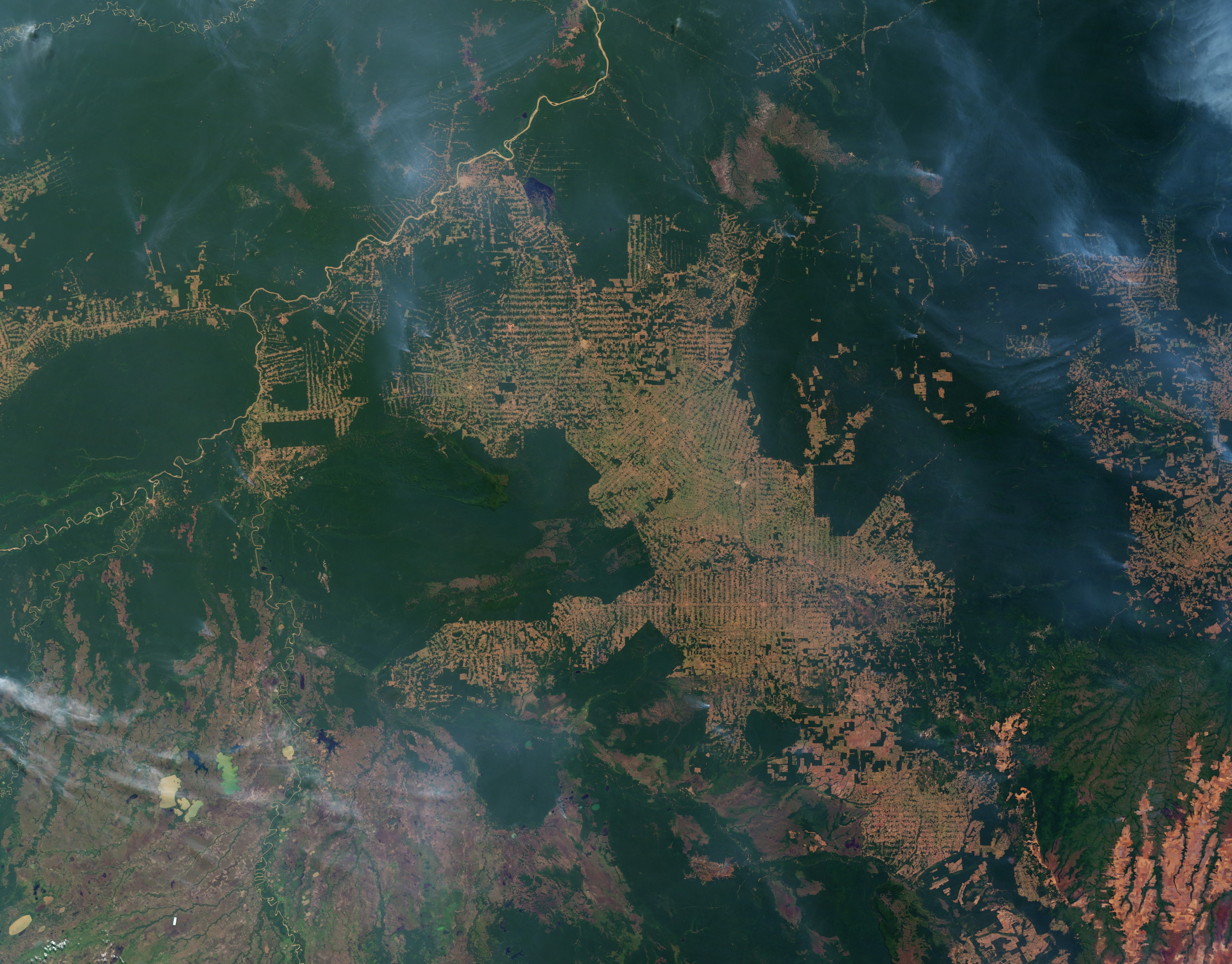
صورة فضائية تظهر التدمير الهائل لغابات الأمازون في البرازيل، فالمساحات البنية في الصورة هي مناطق أزيلت منها الأشجار لتصديرها إلى الدول الأخرى.

تواجه غابات الأمازون اليوم خطراً كبيراً بسبب ارتفاع درجات الحرارة وظاهرة الاحتباس الحراري، فضلاً عن قطع الأشجار المُستمر. فقد خسرت البرازيل وحدها 150,000 كيلومتر مربع تقريباً من غاباتها بين عامي 2000 و2006 فقط (وهي مساحة أضخم من مساحة اليونان). وأما من كافة مناطق غابة الأمازون فقد قطع أكثر من 600,000 كم2 منذ عام 1970م. وتذهب بعض التقديرات إلى أنه مع استمرار هذا المُعدل فسيَختفي 55% من الأمازون بسبب القطع والتدمير بحلول عام 2030م (مع أن 15% تقريباً من هذا الأشجار تقطع فقط للوصول إلى الأماكن التي تجتث منها الأشجار). وعلاوة على هذا، فإن هذه الغابات الضخمة تواجه تهديداً آخر من طرف الاحتباس الحراري، الذي يُمكنه أن يُهدد وُجود معظم هذه الغابات خلال قرن ونصف فقط. حسب بعض النماذج التي أعدت لارتفاع حرارة المناخ، فيُتوقع أن يَختفي ما بين 20% و40% من الغابة في حال ارتفعت الحرارة درجتين مئويتين، أما إذا ارتفعت 3 درجات فسترتفع الخسائر إلى 75%، وبمُعدل 4 درجات فيُمكن أن يَصل الرقم إلى 85% حسب هذه التقديرات.
والأسوأ في الأمر أن غابات الأمازون الشاسعة تختزن في أشجارها وأراضيها كميات هائلة من الكربون الذي ما إن يَتحرر منها حتى يَنطلق إلى الجو مُسبباً تفاقم ظاهرة الاحتباس الحراريّ أكثر وأكثر. فيُقدر أنها تحوي ما يَتراوح من 90 إلى 140 مليار طن من الكربون، وسيَكون لهذا المَخزون بالغ الأثر على المُناخ حالما يَتحرر من الغابة بعد قطع أشجارها. وهذا فضلاً عن أنها كانت خلال العقود الماضية تمتصّ غاز ثاني أكسيد الكربون من الجوّ بمُعدل ملياري طن في العام مُخففة بذلك من وطأة الاحتباس، مما يَعني أنها امتصت حتى الآن انبعاثات 11 عاماً من الغازات الدفيئة.

### البحر الأحمر

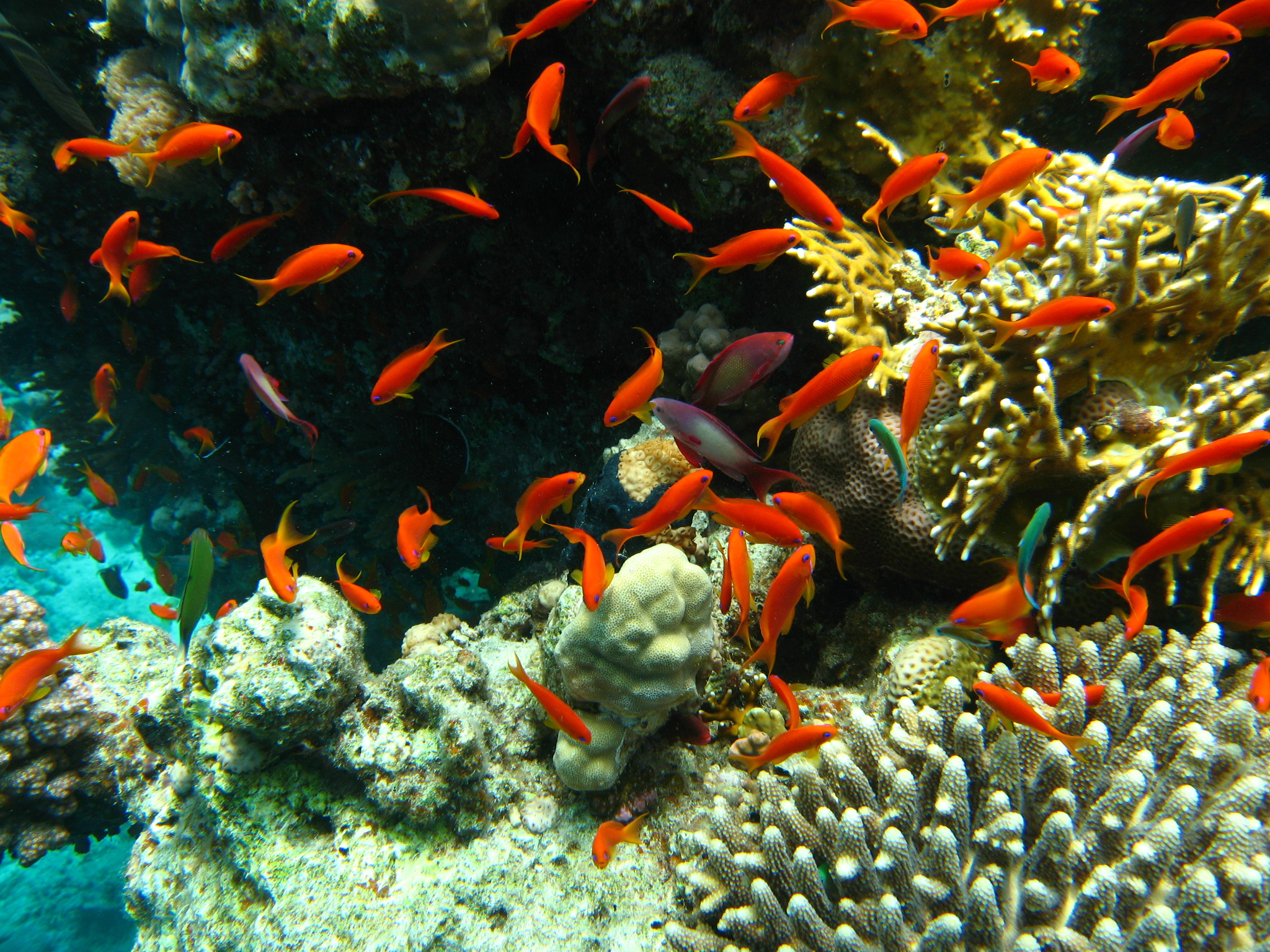
أشكال الحياة المُتنوعة في بيئة البحر الأحمر.

يُعد البحر الأحمر واحداً من أكثر بيئات العالم البحرية غناً بالشعاب المرجانية وأشكال الحياة المائية. فهو يَتميز بالتنوع الكبير للمخلوقات الحية فيه، خاصة وأن 20% من حيوانات البحر الأحمر لا تقطن أي مكان آخر في العالم. يَأوي البحر الأحمر أكثر من 1,200 نوع من الأسماك المُختلفة والمُتنوعة (أي قرابة 7% من كافة أنواع الأسماك الحية)، و10% من هذه الأنواع لا تقطن أي مكان في العالم غيره. كما أنه يَضم حوالي 330 جنساً من المرجان الرخو والصلب، فضلاً عن احتوائه لبعض أنواع الحيوانات المُهددة بالاقتراب بالانقراض مثل السلحفاة الخضراء وبقر البحر.
بسبب أعمال الصيد والسياحة وتأثيرات الاحتباس الحراريّ الحديثة فقد بدأت بيئة البحر الأحمر الغنية تصبح مُهددة بحق بالزوال أو التضرّر بشكل كبير. مورس الصيد في مياه البحر الأحمر منذ قرون عديدة، وكان مصدراً هاماً للغذاء بالنسبة لسكان المنطقة القدماء، لكن خلال العقود القليلة الأخيرة بدأ عدد سكان السواحل بالازدياد بشكل مضطرد وازداد النشاط البشريّ كثيراً في المنطقة كما ازدادت السياحة. وتسبّب هذه الأنشطة المُختلفة أضراراً كبيرة لمرجان البحر الأحمر وبيئته الطبيعية، أما أكثر ما يُهددها فهو كون البحر الأحمر معبراً هاماً لناقلات النفط التي تهدد أشكال الحياة بشكل هائل عندما تسرب النفط إلى عرض البحر.

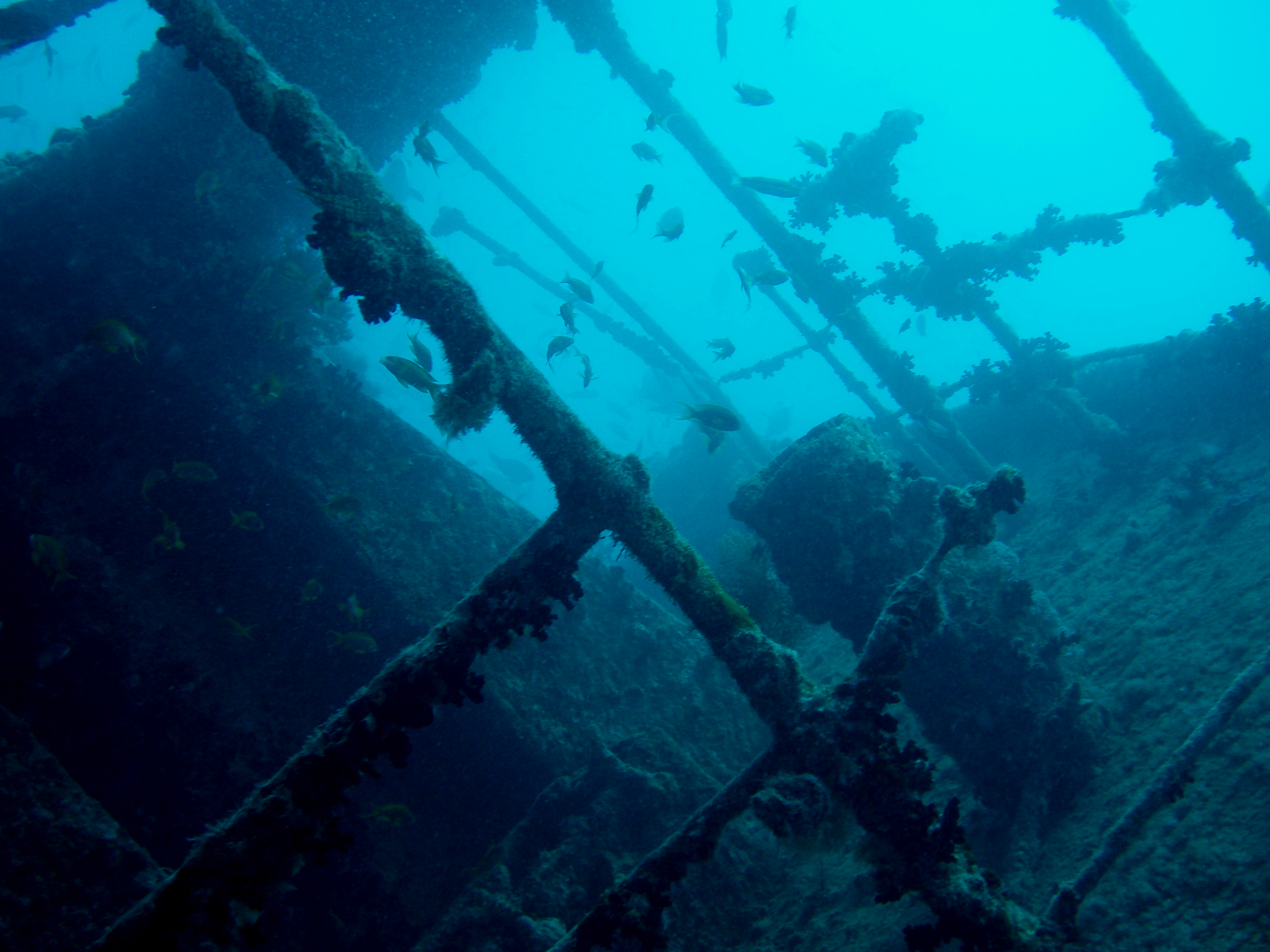
سفينة غارقة قرب شرم الشيخ تمثل كثرة ارتياد السفن للمنطقة وتهديدها لللبيئة المرجانية في البحر الأحمر.

تخضع القروش المُختلفة في البحر الأحمر لتهديدات كبيرة، فهذه الحيوانات شهدت خلال السنوات الأخيرة أعمال صيد بالعشرات على سواحل مصر بدأت تهدد وُجودها. فخلال مطلع القرن تزايدت حوادث مُهاجمة القروش للسكان المحليين على سواحل البحر الأحمر، ولذا فقد لجأت مُديرية محافظة جنوب سيناء إلى قتل القروش كحلّ تلقائي للمشكلة دون حساب عواقبه. ونتيجة لأعمال الصيد المُتزايدة فقد أصدرت السلطات المصرية عام 2006 قانوناً يُحرم بموجبه صيد القروش أو إيذاؤها، لكن هذا القانون لا يُطبق فعلياً وهناك قصور شديد في مُراقبة السواحل لمنع الصيد، ولذا فإن قروش البحر الأحمر لا تزال في خطر.
أما مرجان البحر الأحمر فهو مُهدد بسبب ظاهرة الاحتباس الحراري، فقد سجلت العديد من حالات موت المرجان في مياه البحر بسبب ارتفاع درجات الحرارة المُتسمر. فمع ارتفاع الحرارة في البحر الأحمر بمقدار 1.5 درجة خلال فصل الصيف عام 2010، سُجل انحدار بنسبة 30% في مُعدل نمو أحد أنواع المرجان (Diploastrea heliopora)، ومع هذا المُعدل فيُتوقع أن يَختفي هذا النوع من المرجان تماماً بحلول عام 2070 أو قبل ذلك حتى. وهذا يُعد تأثيراً واضحاً للاحتباس الحراريّ على البيئة الطبيعية في المنطقة، ويُنذر ببدأ تدهور بيئة البحر الأحمر والأخطار الكبيرة التي تواجهها بسبب الأنشطة البشرية المحلية.

## الأنواع المُهددة

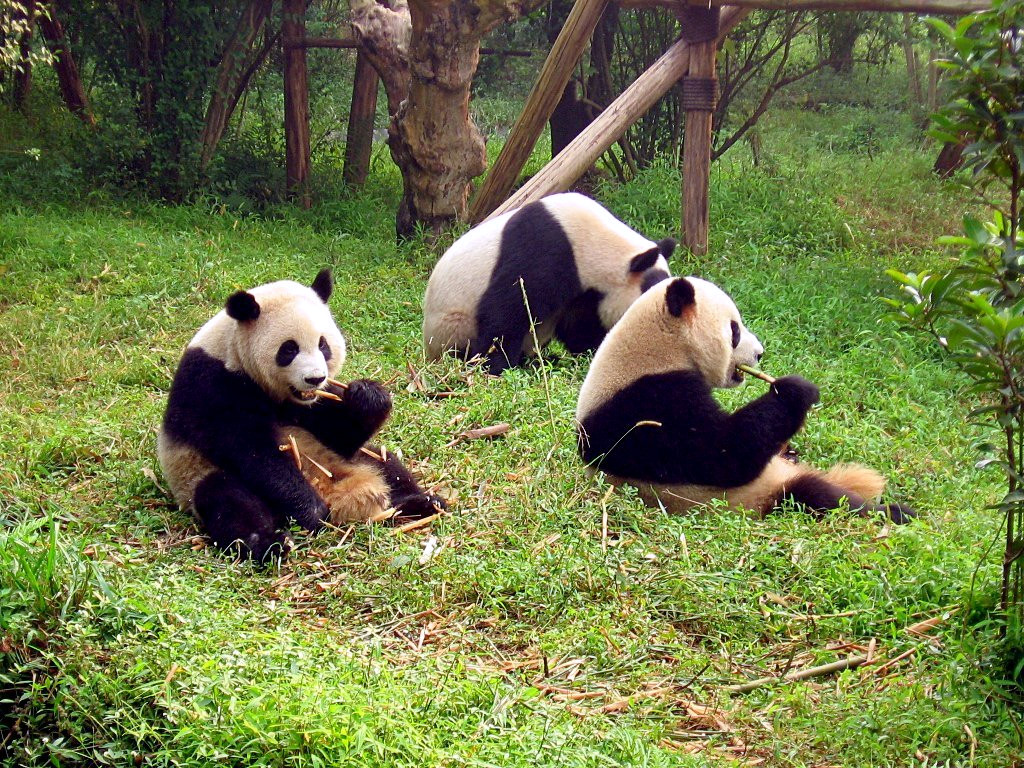
ثلاثة دببة باندا عملاقة في الأسر، وهيَ حيوانات مُهددة بالانقراض بسبب تدمير مواطنها الطبيعية، وبقيَ منها أقل من 2,000 دب في العالم سواء في الأسر أم في البرية.

تدمير المواطن الطبيعية هو اليَوم أكبر مُسبب لانقراض أنواع المخلوقات الحية وتهديدها في أنحاء العالم، وَذلك بسبب تخريبه لبيوتها وملاجئها الطبيعية التي تحصل منها على غذائها وملاذها، بينما لا تستطيع التكيف مع المناطق الأخرى. وحالياً، يَشهد كوكب الأرض ما هو أشبه بانقراض جماعي حقيقي لمُعظم أنواع الحيوانات والنباتات على الكوكب حسب مسح أجراه 400 عالم فوَّضهم المتحف الأمريكي للتاريخ الطبيعي في مدينة نيويورك، ويُعد هذا الانقراض الحالي أكبرَ انقراض على وجه الأرض منذ انقراض العصر الطباشيري-الثلاثي الضخم (أو ما يُعرف عادة بـ«انقراض الديناصورات») الذي أودى بما يُقارب 60% من أشكال الحياة عليها، كما أن تدمير المواطن الطبيعية هوَ أحد الأسباب الرئيسية لهذا الانقراض الحديث.
معَ استمرار تدمير المواطن والاحتباس الحراريّ وعدة ظواهر أخرى، فيُعتقد أن مُعدل انقراض الأنواع الآن ارتفع ليُصبح الأعلى في تاريخ الأرض، وتذهب بعض التقديرات إلى أن 550 نوعاً من المخلوقات الحية أصبحت تنقرض كل يوم، أي ما يُعادل نوعاً كل دقيقتين ونصف و200,000 نوع تقريباً كل عام. وهذا أعلى بما يَتراوح من 1,000 إلى 10,000 ضعف من معدل الانقراض الطبيعي للكائنات الحية، أو ربما أكثر من ذلك حتى، حيثُ يُعتقد أن المُعدل الطبيعي يَتراوح من نوع إلى 10 أنواع في العام فقط. وعلاوة على ذلك، فيُقدر العلماء أن نوعاً واحداً على الأقل من بين كل 8 أنواع من النباتات أصبَحَ الآن مُهدداً بالانقراض. ومع هذه المُعدلات، فيُتوقع أنه خلال 30 عاماً فقط سيَكون نوع واحد من بين كل 5 أنواع قد اختفى وانقرض (والسبب الرئيسيّ لكل ذلك هو تدمير المواطن). وبالرغم من هذه الأرقام العالية، ففي الواقع لا يَعرف البشر سوى القليل جداً من هذه الانقراضات، لأن العلماء لا يَعرفون حتى الآن سوى 1.75 مليون نوع من الحيوانات بينما يُقدر إجمالي عدد الأنواع على كوكب الأرض بما يَتراوح من 20 إلى 100 مليون نوع، وبذلك فيومياً تنقرض عشرات أو ربما مئات الأنواع من الفطور والنباتات دون أن يَعلم أو يُحس أحد بوُجودها حتى.
تؤثر عملية تدمير المواطن على كل نوع بشكل مُختلف اعتماداً على أسلوب عيشه وسلوكه. فمن الصعب التنبؤ بالأرقام بمدى خسارة الأنواع نتيجة تدمير مواطنها، لكن عموماً عندما تتدمر مساحة 90% من موطن ما فإن 50% من أنواع حيواناته تختفي. ومع هذا فإن نجاة نوع ما أو عدمها ليست أمراً عشوائياً أو ضرباً من الصدفة، فالأنواع الأضخم حجماً والأوسع انتشاراً جغرافياً مثل اللواحم هي التي تتضرّر أولاً، كما أن الأنواع ذات الانتشار الجغرافيّ الضئيل أو التي لم تكن أعدادها عالية أبداً في يوم من الأيام تكون هيَ الأخرى حساسة لتدمير مساكنها أكثر من غيرها. وأيضاً كثيراً ما تواجه الحيوانات الاجتماعية أو التي تعيش في مَجموعات أو مُستعمرات انحداراً في أعدادها، وبالطبع فبشكل عام تتأثر جميع الحيوانات إلى حد كبير بتدمير مساكنها أو مواطنها حتى ولو تفاوتت قليلاً.

### أمثلة

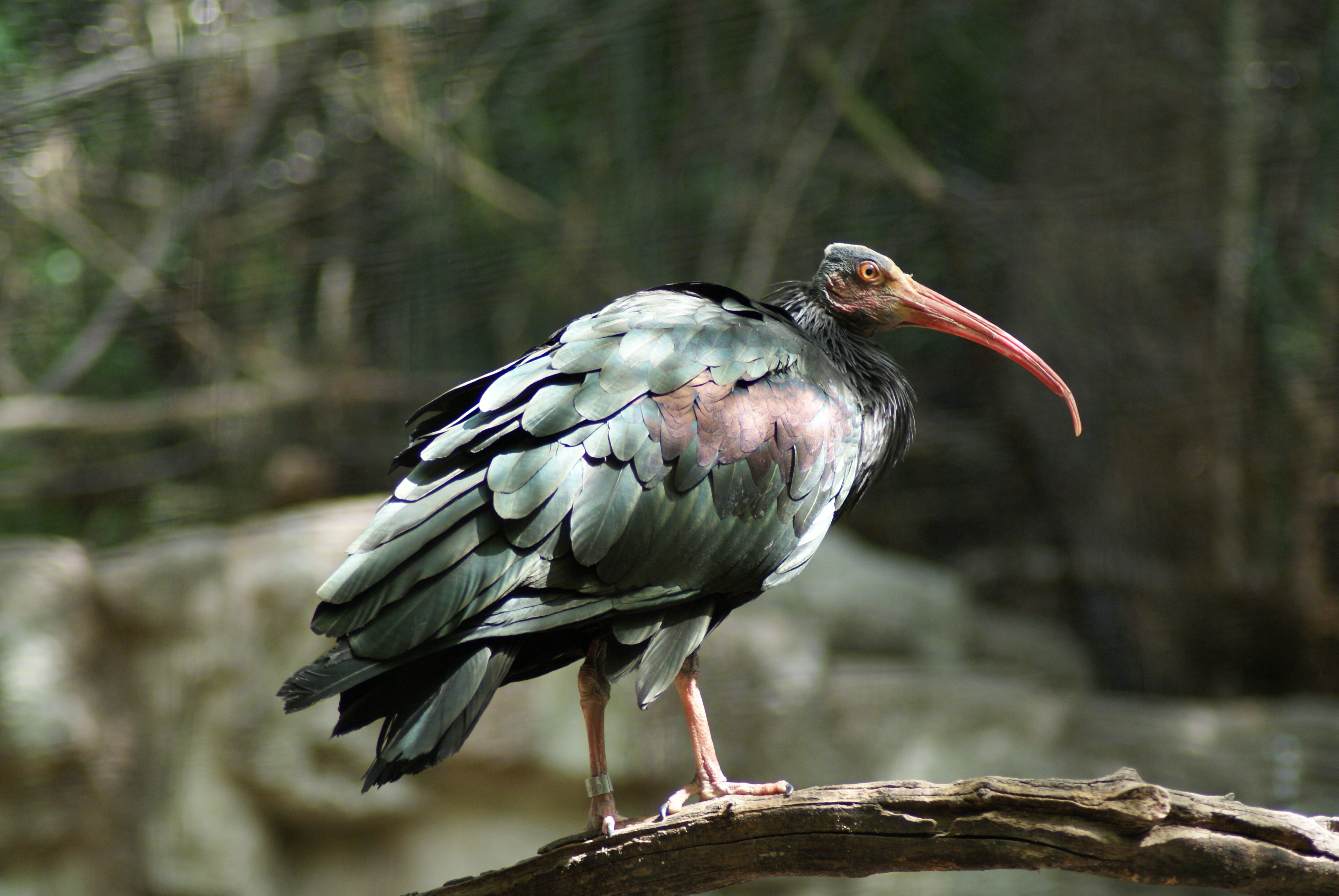
أبو منجل أقرع شمالي في حديقة حيوانات برونكس، الولايات المتحدة، وهيَ طيُور نادرة ومُهددة بالانقراض في الوطن العربي خصوصاً في المغرب وسوريا وتركيا.

كان يَعيش طائر أبو منجل الأقرع الشمالي في المَاضي ضمن منطقة وَاسع تمتد عبرَ الوطن العربي وشمال أفريقيا وجنوب أوروبا في السهول والأراضي المَفتوحة قليلة الأشجار، وهوَ طير كبير الحجم يَصل طوله إلى 80 سنتيمتراً. لكن في الوَقت الحاضر هَذا الطائر مُصنف على القائمة الحمراء للاتحاد العالمي للحفاظ على الطبية ومواردها كمُهدد بالانقراض بشدة عالمياً منذ سنة 2006 (وهيَ أقصى درجة تهديد على القائمة مُباشرة قبل درجة الانقراض في البرية) بعدَ أن اختفى تماماً من برية أوروبا (بالرغم من إعادة إطلاقه فيها حديثاً جداً) وأصبحت أعداده مَحدودة جداً في الوطن العربي، وذلك بسبب تدمير بيئته الطبيعية وغمر مَناطق تغذيته - أراضي العلف - خلال عمليات تصريف مياه المُستنقعات وتدمير السدود. حالياً لم تَعد هذه الطيور مَوجودة في البرية إلا في ثلاث بلدان شرق أوسطية وبلد أوروبي، وأكبر تجمعات هذه الطيور مَوجودة في المغرب التي ضمت أراضيها ما يُمكن أن يَتجاوز 500 فرد منها عام 2006، وفي تركيا كان يُوجد ما يُقارب 100 طير عام 2006، بينما كان يُعتبر أبو منجل الأقرع الشمالي منقرضاً في سوريا حتى عام 2002 عندما عُثر على 4 طيور منه في البرية، ومنذُ ذلك الوَقت وعددها في سوريا آخذ بالاضطراب بين ازدياد ونقصان. أما إسبانيا فقد أطلق فيها 100 طير في البرية حتى عام 2008.

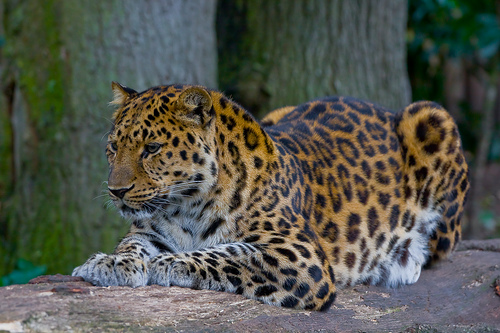
وَأحد من بين 300 نمر سيبيري تبقوا في الأسر، بينما بقىَ من هذه الحيوانات ما لا يَتعدى 50 نمراً في البرية، مما يَجعلها وَاحدة من أكثر السنوريات تهدداً بالانقراض.

كما تقطن أسماك كلكنتا جزر القمر منطقة شرق أفريقيا، وهيَ حيَوانات كان يُعتقد أنها منقرضة منذ العصر الطباشيري المتأخر حتى زمن قريب عند اكتشاف أفراد حية منها عام 1938. ولهذا السَّبب فهذه الأسماك تُعد كنزاً بيولوجياً وأحفورة حية لدراسة تطور المَخلوقات القديمة، ويُعتقد أنها كانت شكلاً من الأشكال البدائية للأسماك التي بدأت بالتكيف للسَّير على اليَابسة. لكن كلكنتا جزر القمر تُواجه في الوقتِ الحاضر خطر الانقراض، فمَعَ أن أعدادها ليست معروفة تماماً ولم تُحصى أو حتى تُقدر بدقة إلى اليوم، فهيَ تُصنف حالياً كنوع شبه مهدد بالانقراض حسب القائمة الحمراء للاتحاد العالمي للحفاظ على الطبية ومواردها، بينما يُعتقد أنه تبقى منها الآن 1,000 سمكة فقط في مياه جزر القمر، في حين تذهب تقديرات أخرى إلى أقل من 500 سمكة أو أحياناً إلى 200 فقط.
وفي الشرق الأقصى كان يَعيش النمر السيبيري في كوريا الشمالية وشرق روسيا وشمال الصين، وهوَ نوع نادر من النمور يَعيش في بيئة قارسة البرودة على عكس مُعظم الأنواع الأخرى. لكن الآن أصبحت هذه النمور وَاحدة من أكثر سنوريات الكوكب مُواجهة لخطر الانقراض بعدَ أن خسرت 80% من مساحة انتشارها الجغرافي الأصلية، وذلك لعدة أسباب من بينهما تدمير بيئتها الطبيعية. وحالياً يقيَ منها في البرية أقل من 40 نمراً يَقطنون جميعاً منطقة صغيرة في روسيا، بينما بقيت 10 نمور مُتبعثرة في مناطق عدة عبرَ الصين، في حين سُجلت آخر مُشاهدة لهذه الحيوانات في كوريا الشمالية عامَ 1969 بالرغم من أنه يُعتقد بوُجود بضعة نمور منها في البلاد حتى الآن. ومع أن أوضاع هذه السلالة هكذا في البرية، فلا زال يُوجد في الأسر حوالي 300 نمر منها. وبسبب حالة النمر السيبيري هذه، فقد صُنفَ على القائمة الحَمراء عام 2000 كمُهدد بالانقراض بشدة (أعلى درجة تهديد قبل الانقراض في البرية).

## المُسببات

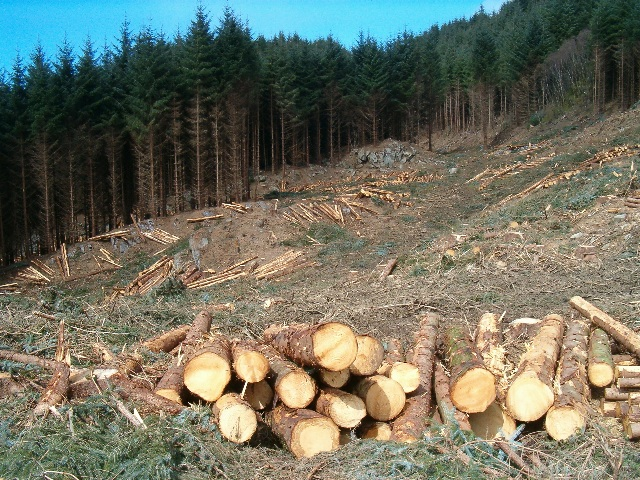
كومة مقطوعة من الأشجار في أستراليا.

البشر هم من أكبر التهديدات التي تسبب تدمير المواطن والمساكن الطبيعية حول العالم. فأعداد الحيوانات لا تزداد عادة بشكل حاد، وتظل متوازنة بشكل طبيعي، أما أعداد البشر على الكوكب فقد أخذت بالازدياد بشكل مُضطرب وشديد جداً خلال القرون الأخيرة. ومع هذا التزايد الكبير في أعداد الناس فحاجاتهم تتزايد، واستهلاكهم للموارد الطبيعية يَزداد أيضاً بسرعة كبيرة. ولذا فإن حاجات النموّ السكانيّ من الموارد والأراضي أصبحت الحاجة الرئيسية وراء تدمير البشر للمواطن الطبيعية، وذلك في عدة أشكال.
يَتسبب قطع الأشجار بهدف تصنيع الخشب والورق باختفاء الغابات إلى حد كبير، ومع أنه لا تقطع في العادة سوى الأشجار الكبيرة فإن هذا يُسبب في كثير من الأحيان تخريب الأشجار الصغيرة التي لا تنمو أبداً مُجدداً. كما أن البلدان الفقيرة لا تملك عادة سوى الخشب كمصدر للوقود، مما يَتسبب بقطع الأشجار إلى حد كبير، فحوالي 80% من الخشب الذي يُقطع في العالم يُستخدم لإنتاج الوقود. يُمكن أيضاً أن تقطع الأشجار لأهداف استخدام الأراضي نفسها وليس الأشجار، مثل توفير المراعي لماشية المُزارعين أو لزراعة الأرض، أو إتاحة مساحة لبناء المدن وشق الطرق. وحرائق الغابات هي أيضاً مُسبب لتدمير الغابات، فهي تدمر ما بين 15 و36 مليون أكر من الغابات المدارية كل عام.

## أعمال الصيانة والإنقاذ

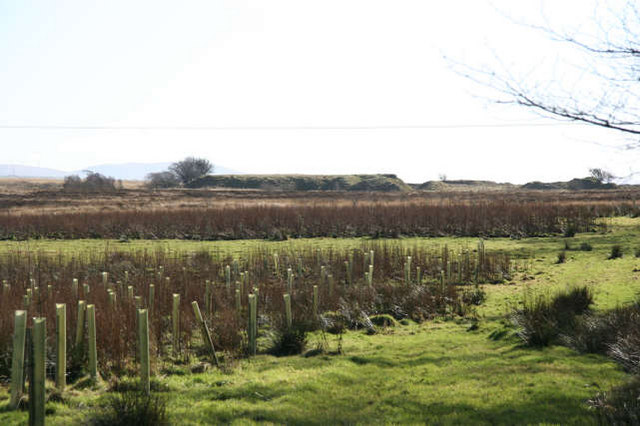
إعادة زراعة منطقة قاحلة استخدمت سابقاً كمنجم للتنقيب عن الفحم في اسكتلندا، المملكة المتحدة.

حسب العُرف الدولي، تُرسل جَميع دول العالم كل مُدة تتراوح من 5 إلى 10 سنوات تقاريراً إلى منظمة الأغذية والزراعة عن حالة حفظ الغابات والكائنات الحيَّة في أراضيها، ثم تَقوم المُنظمة بتحليل هذه التقارير والمعلومات لمَعرفة حالة الغابات في العالم ومُعدلات قطعها وما إلى ذلك من بيانات تتعلَّق بالبيئة على المُستوى العالمي. وبهذه الطريقة تُداوم المنظمات البيئية العالمية على مُتابعة التقدم أو التراجع في صيانة البيئة وما يَتربط بها من القضايا البيئيَّة.
في أوَاخر القرن العشرين، وتحديداً في العقد الأخير منه (1990 - 2000م)، كان معدَّل قطع الأشجار السنويِّ المُسجل يَبلغ 8.9 ملايين هكتار (21% منها في البرازيل وَحدها) أو ما يُعادل نسبة 2.2% سنوياً من مساحة الغابات التي كانت موجودة آنذاك. لكن بالرّغم من تلك الأعداد الهَائلة التي كانت تُقطع في السَّابق وخسارة الأرض لـ60% من غاباتها خلال القرن الأخير، فقد بدأت هذه المُعدلات الهائلة بالانخفاض والاهتمام العامُّ بالبيئة بالتحسُّن مع مطلع القرن العشرين. إذ انخفضت كميَّة الأشجار التي تُقطع سنوياً - حسب تقديرات منظمة الأغذية والزراعة - بين عامي 2000 و2005 إلى 7.3 هكتار (24% منها في البرازيل وَحدها)، وبذلك أصبحَ المُعدل العام 1.8% من إجماليِّ مساحة غابات العالم. وبالمُجمل، سُجل خلال العقد الأول من القرن الوَأحد والعشرين (2000-2010) - وفقاً للأمم المتحدة - انخفاض بنسبة تقارب 20% في المُعدلات العالمية لقطع الأشجار، في مُقابل ارتفاع لمُعدلات إعادة زراعتها للتقليص من الضرَّر الإجمالي في بلدان من أبرزها الصين، حيث بلغ مُتوسط مساحة الغابات المَقطوعة سنوياً - حسب منظمة الأغذية والزراعة - 5.2 مليون هكتار خلال هذا العَقد، وهوَ وفقاً للمنظمة أول انخفاض يُسجل في المُعدل العالمي لتدمير الغابات، ومن أبرز الدُّول التي سجلت انخفاضاً خلال تلك الفترة الصين وإندونيسيا بعدَ أن خسرتا مساحات هائلة من غاباتهما الطبيعيَّة. وقد أدى هذا الانخفاض المَلحوظ إلى تحسن مُعدلات الكربون التي تبتعثها الغابات، إذ انخفضت إلى 500 مليون طن سنوياً بعدَ أن كانت أعلى بكثير في التسعينيات. لكن معَ ذلك فإن المُنظمة تعتبر أن المُعدل العالمي لا زال مُرتفعاً وخطيراً جداً، ولا بُدَّ من تخفيضه إلى حد أكبر خلال السنوات القادمة.

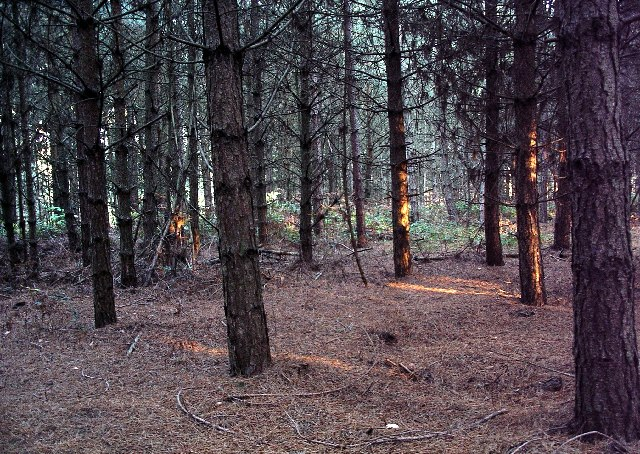
"غابة كليبستون" في مقاطعة نوتنغهامشير الإنكليزية التي دُمرت خلال تدريبات على القتال في الحرب العالمية الأولى، ثم أعيد زرعها ابتداءً من عام 1925.

وبالإضافة إلى هذا التَّقدم العالميِّ في الحد من إزالة الغابات، فقد شهد شهر ديسمبر من عام 2010 عقدَ الجلسة الثامنة عشر لمؤتمر الأممم المتحدة للتغير المناخي، وكان من أبرز نتائجها التوصلُ أخيراً إلى اتفاق حولَ برنامج الحد من انبعاثات قطع الأشجار وإزالة الغابات المُثير للجدل. ويَهدف البَرنامج إلى حل مُشكلة الحد من انبعاثات الغازات الدَّفيئة التي لا تُوفق الدُّول الغنيَّة على إيقافها بتفويض تلك الدُّول بالعمل على دعم إيقاف قطع الأشجار في الدُّول الفقيرة، وذلك لأن القيَام بهذا أسهل وأرخص لها من إيقاف انبعاثات الغازات الصَّادرة عنها. كما أنه من الجَدير بالذكر تسجيل عدد من البُلدان خلال السنوات الماضية لنموٍّ مُعاكس (إيجابي) في نسبة الغابات في أراضيها، وذاك عائد إلى زراعة الغابات والنموِّ والتمدد الطبيعيِّين للأراضي الشجرية فيها. وحسب التقديرات للفترة المُمتدة بين عامي 2000 و2005 فأعلى 10 دول في العالم من حيث توسع أحراشها والنسبة السنوية لذلك هيَ: راوندا (6.9%) فآيسلندا (3.9%) فالبحرين (3.8%) فليسوثو (2.7%) فالكويت (2.7%) فمصر (2.6%) فالصين (2.2%) فكوبا (2.2%) ففيتنام (2.0%) فتونس (1.9%).

## كتب
- Barbault, R. and S. D. Sastrapradja. 1995. Generation, maintenance and loss of biodiversity. Global Biodiversity Assessment, Cambridge Univ. Press, Cambridge pp. 193–274.
- Burke, L., Y. Kura, K. Kassem, C. Ravenga, M. Spalding, and D. McAllister. 2000. Pilot Assessment of Global Ecosystems: Coastal Ecosystems. World Resources Institute, Washington, D.C.
- Cincotta, R.P., and R. Engelman. 2000. Nature's place: human population density and the future of biological diversity. Population Action International. Washington, D.C.
- Geist, H. J., and E. E. Lambin. 2002. Proximate causes and underlying driving forces of tropical deforestation. BioScience 52(2): 143-150.
- Kauffman, J. B. and D. A. Pyke. 2001. Range ecology, global livestock influences. In S. A. Levin (ed.), Encyclopedia of Biodiversity 5: 33-52. Academic Press, San Diego, CA.
- Laurance, W. F. 1999. Reflections on the tropical deforestation crisis. Biological Conservation 91: 109-117.
- McKee, J. K., P.W. Sciulli, C. D. Fooce, and T. A. Waite. 2003. Forecasting global biodiversity threats associated with human population growth. Biological Conservation 115: 161-164.
- MEA. 2005. Ecosystems and Human Well-Being. Millennium Ecosystem Assessment. Island Press, Covelo, CA.
- Primack, R. B. 2006. Essentials of Conservation Biology. 4th Ed. Habitat destruction, pages 177-188. Sinauer Associates, Sunderland, MA.
- {{استشهاد بدورية محكمة}}: استشهاد فارغ! (مساعدة)
- Ravenga, C., J. Brunner, N. Henninger, K. Kassem, and R. Payne. 2000. Pilot Analysis of Global Ecosystems: Wetland Ecosystems. World Resources Institute, Washington, D.C.
- Sahney S., Benton M.J., Falcon-Lang H.J. (2010). "Rainforest collapse triggered Pennsylvanian tetrapod diversification in Euramerica". Geology. ج. 38: 1079–1082. DOI:10.1130/G31182.1. مؤرشف من الأصل في 2022-07-01.{{استشهاد بدورية محكمة}}:  صيانة الاستشهاد: أسماء متعددة: قائمة المؤلفين (link)
- Sanderson, E. W., M. Jaiteh, M. A. Levy, K. H. Redford, A. V. Wannebo, and G. Woolmer. 2002. The human footprint and the last of the wild. Bioscience 52(10): 891-904.
- Scholes, R. J. and R. Biggs (eds.). 2004. Ecosystem services in Southern Africa: a regional assessment. The regional scale component of the Southern African Millennium Ecosystem Assessment. CSIR, Pretoria, South Africa.
- Stein, B. A., L. S. Kutner, and J. S. Adams (eds.). 2000. Precious Heritage: The Status of Biodiversity in the United States. Oxford University Press, New York.
- Temple, S. A. 1986. The problem of avian extinctions. Ornithology 3: 453-485.
- Tibbetts, John. (2006). Louisiana's Wetlands: A Lesson in Nature Appreciation نسخة محفوظة 1 أغسطس 2013 at Archive.is. Environ Health Perspect. January; 114(1): A40–A43.
- {{استشهاد بدورية محكمة}}: استشهاد فارغ! (مساعدة)
- White, R. P., S. Murray, and M. Rohweder. 2000. Pilot Assessment of Global Ecosystems: Grassland Ecosystems. World Resources Institute, Washington, D. C.
- WRI. 2003. World Resources 2002-2004: Decisions for the Earth: Balance, voice, and power. 328 pp. World Resources Institute, Washington, D.C.
- Erin Risdal, 2009, blackle.com saves energy